# EMD-386,088
EMD-386,088 je indolni derivat koji se koristi u naučnim istraživanjima. On deluje kao potentan i selektivan agonist 5-6 receptora, sa  od 1 nM, što je znatno veći afinitet od starijih 5-HT6 agonista poput EMDT, mada on takođe poseduje umeren afinitet za 5-3 receptorl.